# Noah Lomax
Noah Lomax (New Orleans, 7 novembre 2001) è un attore statunitense.

## Biografia
Noah è nato a New Orleans ma risiede ad Atlanta da quando aveva 5 anni.
Ha debuttato come attore nella serie televisiva Army Wives - Conflitti del cuore, dopo ha interpretato il ruolo minore di Louis Morales nella serie televisiva The Walking Dead, mentre sua sorella maggiore Maddie Lomax ha interpretato la sorella immaginaria di Louis, Eliza Morales. Nel 2012 ha ottenuto il suo primo ruolo da protagonista nel film Quello che so sull'amore di Gabriele Muccino, uscito nelle sale italiane il 10 gennaio 2013. Nel 2013 ha interpretato il ruolo di Josh nel film Vicino a te non ho paura, basato sul romanzo di Nicholas Sparks.

## Filmografia

### Cinema
- The Wizard of Agni, regia di Ken Feinberg – cortometraggio (2010)
- Quello che so sull'amore (Playing for Keeps), regia di Gabriele Muccino (2012)
- Vicino a te non ho paura (Safe Haven), regia di Lasse Hallström (2013)
- 99 Homes, regia di Ramin Bahrani (2014)
- SpongeBob - Fuori dall'acqua (The SpongeBob Movie: Sponge Out of Water), regia di Paul Tibbitt – voce (2015)

### Televisione
- Army Wives - Conflitti del cuore (Army Wives) – serie TV, episodio 3x12 (2009)
- Drop Dead Diva – serie TV, episodio 2x02 (2010)
- The Walking Dead – serie TV, episodi 1x03-1x04-1x05 (2010) – non accreditato
- The Middle – serie TV, episodio 2x19 (2011)
- Mad Love – serie TV, episodio 1x11 (2011)
- Bones – serie TV, episodio 9x22 (2014)
- Heartbeat – serie TV, episodio 1x01 (2016)

## Doppiatori italiani
Nelle versioni in italiano dei suoi film, Noah Lomax è stato doppiato da:
- Gabriele Caprio in Quello che so sull'amore
- Lorenzo D'Agata in 99 Homes